# 江賀寅三
江賀 寅三（えが とらぞう、1894年12月5日 - 1968年6月28日）はアイヌ出身の聖公会牧師、後に日本ホーリネス教会の牧師。晩年は超教派の伝道師になり静内に教会を建設する。

## 生涯
1894年北海道山越郡長万部村（現・長万部町）字紋別のアイヌ、吉良寅八の三男として生まれた。アイヌ名はシアンレㇰ（sian-rek＝本当の・叫び）。母は、寅三が3歳のときに死去した。1902年から長万部小学校で和人と共に混合教育を受けた。1903年に親戚の江賀渋次郎の戸籍上の養子となったが、吉良家に住んでいた。
1910年虻田実業補習学校（虻田学園）で学んだ。虻田実業補習学校は、小谷部全一郎がアイヌ民族扶育救護を目的として設立した実学的学校である。ところが、7月21日、有珠山の大噴火が起こり、1911年に廃校となった。閉校後、虻田学園の実務的責任者であった吉田巌によって1912年に札幌の視学のもとで、小学校教員としての必須科目を履修することができた。1913年に寅三は、新平賀小学校（旧土人学校）の代用教員として採用された。
1913年に寅三は結婚式を挙げた。1914年の飢餓では入植した日本人以上にアイヌの飢餓は深刻だった。1914年9月、寅三は日高教育会主催の浦河準教員養成所に6ヶ月間の入所が許された。1916年、寅三は平取小学校（旧土人学校）に勤務したが、この頃から泥酔する状態が続いた。泥酔して立ち寄ったところにいた鵡川チン教会の牧師辺泥五郎から一喝され目が覚めた。1917年、妻にキリストの十字架の能力で断酒する決意を述べた。その後、辺泥の師であり、当時日高を巡回をしていた「アイヌの父」ジョン・バチェラーから、2月11日、妻とともに受洗した。往復で24kmある鵡川チン教会に日曜ごと欠かさず出席した。平取尋常小学校に旧土人学校が合併する際に「アイヌは和人の教師としてふさわしくない」という理由から平取を去るように学務委員から指示される。その寅三を河西支庁に転任させるよう運動したのは、当時、井目戸(いもっぺ)尋常小学校に勤務していた武隈徳三郎だった。
1918年、静内遠仏小学校（旧土人学校）の校長として勤務するが、1921年遠仏小学校を廃校させて退職し、牧師になることを志す。札幌のバチェラー宅にて『アイヌ語辞典』編纂を手伝う。バチェラーによって献身に導かれ、1922年聖公会平取教会の副牧師となる。
1924年6月に東北、北海道伝道に出た中田重治は、旭川、十勝、釧路、美幌、そして網走から札幌へ回り、聖書大会で武本喜代蔵や平出慶一とともに講演を済ませ、インマヌエル村（現・今金町）に出向いて青年4名に受洗したとき、江賀寅三に会った。江賀寅三は、伝道者になりたい希望を中田に訴えた。中田の知遇を得て、1924年に柏木聖書学院に入学して学ぶ。寅三は、聖書学院で1年間学んだ後で、日高のアイヌ部落でエスコタン（耶蘇の村）を設けて、禁酒村計画を立てる。
1925年ジョン・バチェラーから受洗した聖公会を脱会した。この年の5月2日、東京聖書学院の中田重治が九州と中国・朝鮮旅行に出かけた時には、江賀は岡山まで同行した。約1ヵ月後に中田重治が北海道に伝道のために立ち寄った時、江賀は日高で中田に再会した。本格的にエスコタン運動を始める。
1928年ホーリネス福音使として旭川に駐在する。1929年またホーリネスの海外宣教のために樺太に派遣されて宣教する。後に再度、樺太に宣教。同年4月日本ホーリネス教会より、バプテスマおよび聖餐の諸式執行の許可を受け、ホーリネス教会に正式に加入する。1930年には樺太アイヌに国籍獲得のため運動をする。1932年に樺太より北海道に戻り、日高姉茶に駐在する。
1934年日本学術振興会より謝状を受ける。1936年「旧土人学校」全面廃止運動をする。また、日中戦争以降の戦時下の社会情勢悪化に伴い1938年教会を解散する。
牧師をやめて、1940年長万部町役場に勤務、1946年に北海道アイヌ協会理事に就任。1947年に司法書士の免許を取得して、静内で開業した。更に1951年には行政書士の免許を取得するなど生計を立てるために法曹界の資格を取得する。
再び伝道への思いが燃やされて1962年超教派独立伝道者として再献身する。1964年NHK「或る人生」にて全国放映される。1968年静内に「新生教会」を設立して献堂式を行う。その直後、6月28日死去する。